# Патрин, Геннадий Васильевич
Геннадий Васильевич Патрин (род. 30 октября 1930 года, Алатырь, Чувашская АССР) — бригадир машинистов экскаваторов Ташаузского ремонтно-строительного управления треста «Туркменремводстрой» Министерства мелиорации и водного хозяйства Туркменской ССР. Герой Социалистического Труда (1966).

## Биография
Родился в 1930 году в Алатыре, Чувашская АССР.
Окончил семилетку. С 1945 года трудился на железорудных рудниках «Свободный» и «Трудовой» в Чарджоуской области. С 1950 года проходил срочную службу в Советской Армии. После армейской службы с 1953 года трудился экскаваторщиком Ташаузского ремонтно-строительного управления треста «Туркменремводстрой». В последующие годы был назначен бригадиром машинистов экскаваторов.
Бригада под его руководством участвовала в строительстве ирригационных каналов, занималась ремонтно-очистительными работами на оросительных сетях в Чарджоуской области. Рабочий коллектив бригады Геннадия Патрина соревновался с бригадой Юсупа Эметова.
По итогам Семилетки (1959—1965) бригада Геннадия Патрина досрочно выполнила коллективные социалистические обязательства, производственные задания семилетки и заняла первое место в социалистическом соревновании среди коллективов треста «Туркменремводстрой». Коллектив Геннадия Патрина одним из первых в Ташаузской области получил почётное звание «Коллектив коммунистического труда». Указом Президиума Верховного Совета СССР от 30 апреля 1966 года удостоен звания Героя Социалистического Труда за «успехи, достигнутые в увеличении производства хлопка-сырца и коконов шелкопряда» с вручением ордена Ленина и золотой медали «Серп и Молот» (№ 11006).
Проживал в Чарджоуской области.